# Ятусевич, Антон Иванович
Анто́н Ива́нович Ятусе́вич (род. 2 января 1947, Особовичи, Пинская область) — советский и белорусский учёный-ветеринар, доктор ветеринарных наук, профессор, ректор Витебской государственной академии ветеринарной медицины (1998—2016).

## Биография
Родился 2 января 1947 года в деревне Особовичи Пинского района (ныне — Брестской области).
Окончил Особовичскую восьмилетнюю школу (1962), Пинский зооветтехникум (1966, работал ветфельдшером, зоотехником колхоза «Знамя» Пинского района) и Витебский ветеринарный институт (1967—1972).
В 1972—1973 главный ветврач колхоза имени Красной Армии Витебского района.
С 1973 г. в Витебском ветеринарном институте (Витебская ордена «Знак Почета» государственная академия ветеринарной медицины): ассистент и старший преподаватель (1973—1980), доцент кафедры паразитологии (1980—1990), проректор по учебной работе (1984—1988), секретарь партийного комитета (1988—1990), профессор, заведующий кафедрой паразитологии (1990—2008), ректор (1998—2016), заведующий кафедрой паразитологии и инвазионных болезней (с 2016).

### Семья
Сын — Иван Антонович Ятусевич (род. 16.11.1974), доктор ветеринарных наук (2010), профессор (2013).

## Научная деятельность
Кандидатская диссертация (1978): Паразитоценоз кокцидий рода Eimeria и бактерий Escherichia coli в организме цыплят : дис. … канд. вет. наук : 03.00.19. — Витебск, 1978. — 278 с.
Докторская диссертация (1989): «Эймериозы и изоспороз свиней (этиология, эпизоотология, патогенез, симптоматика, терапия и профилактика)».
Доктор ветеринарных наук (1990), профессор (1991).
Автор около 700 научных работ, в том числе 46 учебников, справочников, монографий.

### Избранные труды
- Василевич Ф. И., Стасюкевич С. И., Ятусевич А. И. Оводовые болезни животных и современные меры борьбы с ними / ФГБОУ ВПО Московская гос. акад. ветеринарной медицины и биотехнологии им. К. И. Скрябина, УО «Витебская ордена „Знака Почета“ гос. акад. ветеринарной медицины». — М. : МГАВМиБ, 2013. — 309 с. — ISBN 978-5-86341-388-4
- Кирпиченок В. А., Ятусевич А. И., Горидовец В. У. Справочник по ветеринарной дезинфекции. — Минск : Ураджай, 1991. — 150 с. — ISBN 5-7860-0497-X

## Звания и награды
- Заслуженный деятель науки Республики Беларусь
- Серебряная медаль ВДНХ СССР (1989)
- Изобретатель СССР (1990)
- Орден Почёта (2008).
- Медаль Франциска Скорины (2022)[1].

Иностранный член РАСХН (21.02.2012) и РАН (27.06.2014).